# Archytas unguis
Archytas unguis là một loài ruồi trong họ Tachinidae.